# Sekante
Eine Sekante (lateinisch: secare = „schneiden“) ist in der ebenen Geometrie und in der Analysis eine Gerade, die durch zwei Punkte einer Kurve geht.

## Kreissekante

Drei Lagen von Geraden zu einem Kreis: Sekante, Tangente, Passante

In der Elementargeometrie versteht man unter einer Sekante eine Gerade, die einen Kreis in zwei Punkten schneidet.
Eine Gerade, die genau einen Punkt mit dem Kreis gemeinsam hat, heißt Tangente; eine Gerade, die keinen gemeinsamen Punkt mit dem Kreis hat, heißt Passante. Eine Sekante, die durch den Mittelpunkt des Kreises geht, wird als Zentrale bezeichnet.
Eine Gerade ist genau dann Sekante eines gegebenen Kreises, wenn der Abstand des Kreismittelpunkts von der Geraden kleiner ist als der Radius des Kreises. Ist der Abstand gleich dem Radius, so handelt es sich um eine Tangente; ist er größer als der Radius, so handelt es sich um eine Passante.
Der Abschnitt einer Sekante, der innerhalb des Kreises liegt, heißt Sehne. Die längsten Sehnen eines Kreises sind diejenigen, die durch den Kreismittelpunkt gehen.
Solche Sehnen werden, wie auch ihre Längen, als Durchmesser des Kreises bezeichnet.
Der Sekantensatz beschreibt die Beziehung der Abschnittslängen zweier Kreissekanten, die sich außerhalb des Kreises schneiden, der Sekanten-Tangenten-Satz die Beziehung zwischen sich schneidender Tangente und Sekante.

## Kurvensekante

Sekante durch zwei Punkte eines Funktionsgraphen

Für x_{1} gegen x_{0} nähert sich die Sekante der Tangente bei x_{0}

Allgemeiner nennt man auch eine Gerade, die durch (mindestens) zwei Punkte einer Kurve oder eines Funktionsgraphen verläuft, eine Sekante. Ihre Steigung heißt Sekantensteigung. Die Steigung der Sekante durch zwei Punkte {\displaystyle (x_{0}|f(x_{0}))} und {\displaystyle (x_{1}|f(x_{1}))} des Graphen der Funktion {\displaystyle f} ist gegeben durch
{\displaystyle m_{\text{S}}={\frac {f(x_{1})-f(x_{0})}{x_{1}-x_{0}}}}.
Dies ist gerade der Differenzenquotient der Funktion {\displaystyle f} im Intervall {\displaystyle [x_{0},x_{1}]}. Er spielt eine wichtige Rolle in der Differentialrechnung bei der Definition der Ableitung: Hält man die Stelle {\displaystyle x_{0}} fest und lässt die Stelle {\displaystyle x_{1}} gegen {\displaystyle x_{0}} „wandern“, so nähert sich bei einer differenzierbaren Funktion {\displaystyle f} die Sekante durch die Punkte {\displaystyle (x_{0}|f(x_{0}))} und {\displaystyle (x_{1}|f(x_{1}))} der Tangente an den Funktionsgraph im Punkt {\displaystyle (x_{0}|f(x_{0}))}. Die Sekantensteigung konvergiert dabei gegen die Steigung der Tangente, das ist die Ableitung {\displaystyle f'(x_{0})} der Funktion {\displaystyle f} an der Stelle {\displaystyle x_{0}}.
Das Sekantenverfahren ist ein numerisches Näherungsverfahren zur Bestimmung einer Nullstelle mithilfe von Kurvensekanten.